# Ludwig August Lebrun
Ludwig August Lebrun (* 2. Mai 1752 in Mannheim; † 16. Dezember 1790 in Berlin) war ein deutscher Oboist und Komponist.

## Leben
Der bekannte und gefeierte Oboenvirtuose – er „bezauberte mit seiner göttlichen Oboe“, so ein zeitgenössischer Bericht – wirkte als Mitglied des Hof-Orchesters am Hof des Kurfürsten Karl Theodor in Mannheim. Sein Vater, ebenfalls Oboist und vermutlich belgischer Herkunft, arbeitete nachweislich ab 1747 am Mannheimer Hof. Bereits ab 1764, als Zwölfjähriger trat Ludwig August Lebrun mit dem Hoforchester auf, ab 1767 wurde er als vollwertiges Mitglied aufgenommen. Er war Zeitgenosse von Carl Stamitz und Anton Stamitz, die der Mannheimer Schule angehörten.
Im Sommer 1778 heiratete er Franziska Dorothea Danzi, die ältere Schwester von Franz Danzi, eine der hervorragenden und bekanntesten Sängerinnen ihrer Zeit. Mit ihr reiste er durch ganz Europa: Mailand, Paris, London, Wien, Prag, Neapel, München und Berlin waren die Stationen. Besonders gerühmt wurde die perfekt aufeinander abgestimmte instrumentale und vokale Artistik des Ehepaares, der zahlreiche Komponisten durch Arien mit obligater Oboe Tribut zollten, wie etwa Ignaz Holzbauer in Günther von Schwarzburg (1777), Antonio Salieri in L’Europa riconosciuta (1778) oder Georg Joseph Vogler in Castore e Polluce (1787).
Der Musikwissenschaftler Charles Burney schreibt über die Auftritte des Paares:

“Franziska Danzi and the excellent oboist Lebrun usually travel together, and it seems as though she has listened to nothing other than his instrument, for when they perform together in thirds and sixths one cannot hear which is the upper or the lower voice!”

Lebrun starb an den Folgen einer Leberentzündung.

## Werke (Auswahl)
- Ballette Armida und Adèle de Ponthieu
- Konzerte für Oboe und Orchester Nr. 1 d-Moll, Nr. 2 g-Moll, Nr. 3 C-Dur, Nr. 4 B-Dur, Nr. 5 C-Dur, Nr. 6 F-Dur
- Konzert für Klarinette und Orchester B-Dur
- 6 Trios für zwei Violinen und B.c. Op. 1 (Mannheim, 1774)
- 6 Trios Op. 2 (Paris, 1777)
- 6 Duos für Violine und Viola, Op. 4 (Götz, Mannheim)
- 6 Cembalosonaten